# 抚顺市第二中学
抚顺市第二（高级）中学，简称抚顺二中，是中華人民共和國辽宁省撫順市的一間高中，是該省首批示范性高中之一，素有抚顺“小清华”之美誉。
抚顺二中是辽宁省重点高中协作校成员单位，抚顺市教育局直属学校。
现有南北两个校区，南校区位于抚顺市新抚区东公园街五路十四号，北校区位于抚顺市顺城区裕城路34号。另有分校一所，对外正式名称为抚顺凤翔实验学校，校址位于抚顺二中南校区。

## 校史
抚顺二中始建于1923年2月，原名抚顺县立初级中学校，校址在千金寨县暑街第九小学东跨院。
1929年12月至1932年2月易名为抚顺县立第一初级中学校，第二校址搬迁至千金寨后新市街西首邵家大院。
1933年2月至1937年12月易名为抚顺县立抚西初级中学校。
1938年2月至1945年8月易名为奉天省抚顺国民高等学校，第三校址在抚顺城北关桑圆。
1945年11月至1946年1月易名为抚顺市第一中学校，第四校址迁至望花瓢屯。
1946年2月至3月20日易名为抚顺市联合中学校。
1946年5月至8月易名为抚顺市第一中学校。
1946年9月至1948年10月易名为辽宁省立抚顺工科职业学校。
1949年1月至1953年8月易名为抚顺市第一中学校，第五校址迁至东公园街。
1953年8月至1956年8月易名为抚顺市第二中初级学校，第六校址迁至东七路，工人文化宫西侧。
1956年8月至今易名为抚顺市第二中学校，校址迁在抚顺市新抚区东公园街五路十四号。

## 校区概况
南校区占地90余亩，建筑面积2.5万平方米,有完整的教育、教学、实验、体育、艺术教学环境，是申办示范校时的场所，教学条件完备。
北校区校园占地155亩，教务区占地76亩，建筑面积3.25万平方米。现有48个全部多媒体装置的教室和辅导室，4个化学实验室，3个物理实验室，2个生物实验室，4个微机教室，还建有心理室、独立的音乐、美术教室，也建成了教育电视台，并有图书馆、电子阅览室投放使用。现有容纳700余人的报告厅一个，容纳240人的阶梯多媒体教室两个。学校另有标准的400米塑胶跑道、塑胶操场。

## 校训
崇德、博学、求真、创新 

## 校风
勤奋、求实、文明、健美

## 教风
科学、严谨、民主、奉献

## 学风
勤学、好问、多思、求是

## 二中精神
追求卓越 永不满足

## 外部連結
- 抚顺市第二中学首页 （页面存档备份，存于）